# أحمد الهيبة

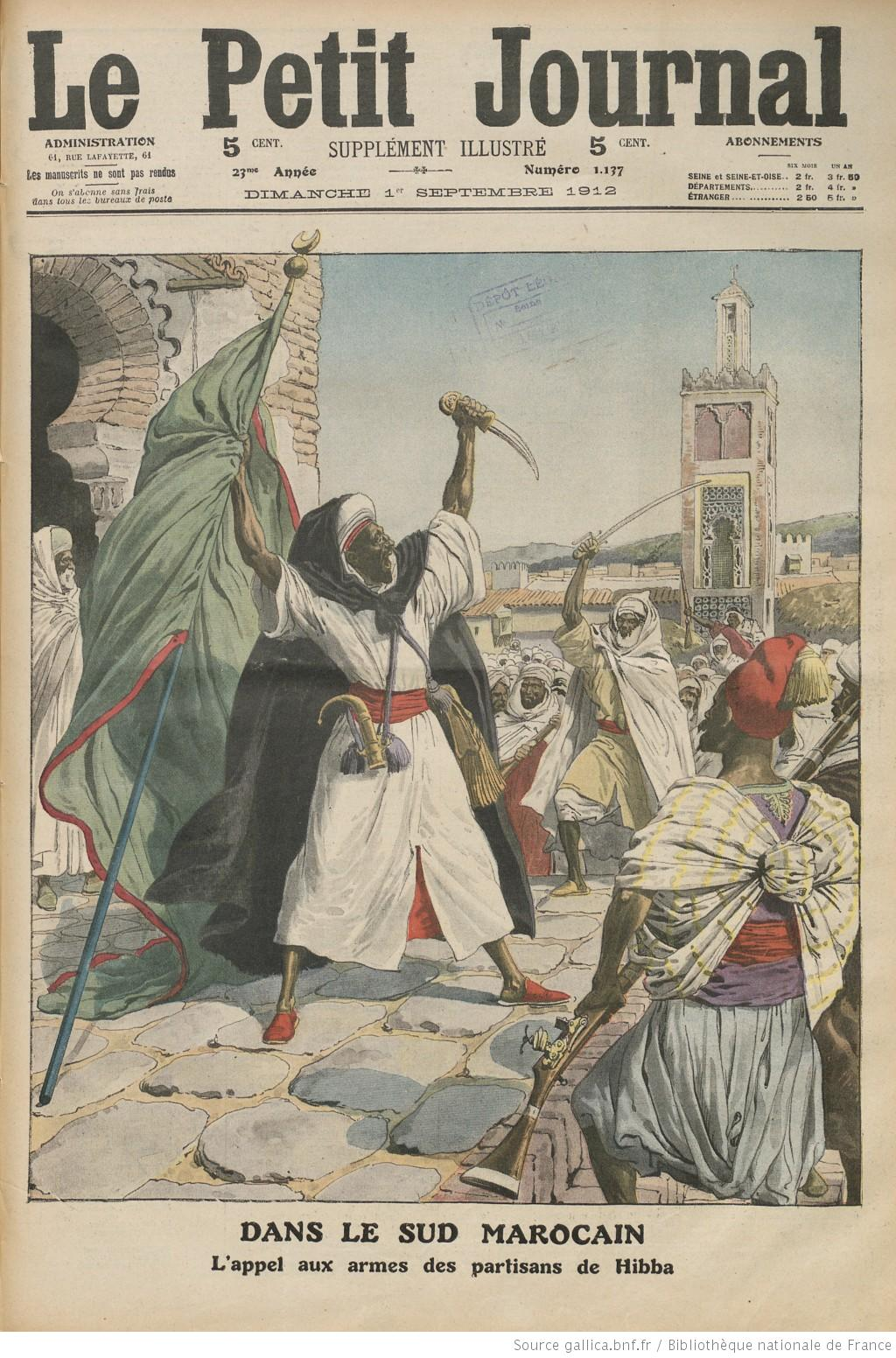
أحمد الهيبة وهو يعلن الجهاد ضد الإستعمار، رسم في الصحيفة الفرنسية لو بوتي جورنال، في عددها 1137 بتاريخ 1 سبتمبر 1912.

أحمد الهيبة بن الشيخ ماء العينين بن محمد فاضل (مواليد 1294 هـ / 9 سبتمبر 1877 - توفي 18 رمضان 1336 هـ / 26-27 يونيو 1919، نواحي تيزنيت) هو فقيه وشاعر ومجاهد مغربي شنقيطي؛ قَدَّمت له قبائل سوس والصحراء البيعة، وأضحى أميرًا للجهاد ضدَّ الاستعمارين الإسباني والفرنسي، حيث ورث عن أبيه الشيخ ماء العينين تنظيم الحركات الجهادية وإدارتها في مستهلِّ القرن العشرين، كما ورث عنه مشيخته الصوفية. عقب فرض فرنسا معاهدة فاس سنة 1912م على المغرب، دخل أحمد الهيبة بقواته مدينة مراكش وأعلن نفسه سلطانًا على المغرب.
رفضت حكومة فرنسا الاعتراف بالشيخ أحمد الهيبة كسلطانٍ على المغرب، وأعلنت الحرب عليه بعد أن يئست من استمالته ليقبل الخضوع لها، وظل الكر والفر بين قوات الشيخ أحمد الهيبة والجيش الفرنسي منذ سنة 1912 بداية من معركة سيدي بوعثمان التاريخية إلى معارك وجان وتيزنيت وأكادير وغيرها، بالإضافة إلى دعم السلطان الهيبة للمقاومة بجنوب الصحراء.

## مسيرته
ينحدر أحمد الهيبة من أسرة صحراوية عربية عريقة ذات حسب ونسب؛ فهو الحادي عشر من أولاد الشيخ ماء العينين القلقمي، ووالدته هي ميمونة بنت أحمد بن علي. أخذ علوم الشريعة الإسلامية وعلوم اللغة العربية، وهو بجوار علماء محضرة والده عن أمثال الشيخ سيديا بن الشيخ أحمد بن سليمان الديماني وغيره.
حيثُ عينه السلطان الحسن الأول قائدا على سجلماسة سنة 1887م، وكان يصطحبه والده في أسفاره وفي وفاداته نحو الملوك العلويين بداخل البلاد. كما كان السلطان مولاي عبد العزيز يستقبل أحمد الهيبة ويدعمه ماديا، وبعدما عزل وتولى مكانه مولاي الحفيظ توقف الدعم السلطاني، نظرا للأزمة الاقتصادية والسياسية الخانقة التي كان يعيشها المغرب.

### بيعته أميرا للجهاد
بعدما أدركت المنية الشيخ ماء العينين في 21 شوال 1328 هـ / 25 أكتوبر 1910 بتزنيت، اتفقت أسرة أهل الشيخ ماء العينين على تعيين الشيخ أحمد الهيبة خليفة لوالده في القيادة الروحية، وفي تولي مهام الجهاد والمقاومة. وبعد التوقيع على معاهدة فاس في 30 مارس 1912، عُزل مولاي حفيظ ليحل محله أخوه السلطان مولاي يوسف. فاجتمع على أحمد الهيبة أهل سوس واكتظت مدينة تزنيت بالحشود من مختلف القبائل فعمَّ خبر بيعته وذاع صيته ببلاد المغرب وشنقيط (موريتانيا حاليا) فتوافدت عليه القبائل لمبايعته أميرا للجهاد، أبرزها قبائل آيت با عمران، الأخصاص، إفران، مجاط، ولتيتة، جبال جزولة، أقا، أزغار، إداوزيكي، إداوتنان، وغيرها الكثيرة مدعومة بمختلف الزوايا وألغى أحمد الهيبة المكوس الذي أثقل به المخزن كاهل السكان لتسديد ديونه المتراكمة جراء القروض الخارجية. فما لبث أن صار الهيبة أميرا بكامل مواصفاته، ويروي المؤرخ علال الركوك أنه كان: 
.
فقاد حركة مقاومة ينشر فيها فكرة الجهاد ضد النصارى والكفار مستغلا تذمر القبائل من سلطة قواد المخزن ونهبهم، فألهب حماس القبائل، وزعزع مواقف القواد وسلطتهم، فانتشر صداها ليعم كل قبائل سوس وحاحة والشياضمة وقبائل الحوز.

### دخول مراكش
زحف الهيبة على مراكش بجيش قوامه 9000 مجاهد، فدخلها يوم 15 أغسطس 1912 بعد ثلاثة أيام من تنازل السلطان مولاي عبد الحفيظ عن العرش. ونزل بعسكره قرب حدائق المنارة، وانضم إلى جانب الهيبة في حملته هذه، ودعموه بالرجال والسلاح كالحاجي قائد الشياضمة، وحيدة أميس المنابهي، وعبد السلام البربوشي الرحماني. وأخضع الهيبة تحت سيطرته وسلطته كبار القواد بالمغرب آنذاك وكان أبرزهم القايد التهامي، المدني، العيادي، المتوكي والكندافي، وهؤلاء القواد كان أغلبهم متعاونين مع الفرنسيين.

استقبل الهيبة بحفاوة عند دخوله مراكش، حيث يصف المؤرخ الفقيه محمد بن أحمد المانوزي دخوله إليها: 
.
كان يحكم مراكش آنذاك الباشا إدريس بن منو باسم السلطان ويساعده الباشا الكلاوي. وكان عدد المقيمين الفرنسيين بمراكش في تلك الفترة 25 فردا، غادر جلهم مراكش في إتجاه مدينة آسفي، باستثناء 6 فرنسيين اعتقل الهيبة خمسة منهم. وهم القنصل ميكري، والقائد فيرلي هانو، ومدير القنصلية أليكو، والدكتور كيشار، والرقيب فيورين فعرض القائد العيادي على الهيبة مبلغ 500.000 فرنك مقابل إطلاق سراحهم لكن الهيبة فضل الاحتفاظ بهم كرهائن.
وحسب بعض المؤرخين، كان مولاي عبد الحفيظ راضيا على هذه الحملة الجهادية، بل هناك من يذهب إلى أن السلطان كتب سرا للهيبة يحثه على الجهاد. كما أن المولى عبد الحفيظ لم يوجه رسائل تهدئة إلى القبائل التي انضمت إلى حركة الهيبة.

### معركة سيدي بوعثمان
اعتمد الفرنسيون لمواجهة هذه الحركة على قواد الحوز الكبار، حيث كان الحاج العيادي بن الهاشمي هو الرجل القوي بالرحامنة التي تشكل مدخلا إلى مراكش، فلا يمكن الاستغناء عليه لمواجهة الهيبة. واعتمد ليوطي على قواد المنطقة الجبلية، واستعان أيضا بقائدين عربيين شمال مراكش هما: الحاج العيادي بن الهاشمي قائد الرحامنة، وعيسى بن عمر قائد عبدة بآسفي.
فخاض أحمد الهيبة ثلاث معارك كبيرة ضد الجيش الفرنسي في منطقة الرحامنة. الأولى وقعت في أربعاء الصخور في 16 أغسطس 1912، ثم الثانية في بئر أوهام في 22 أغسطس، ثم المعركة الحاسمة في سيدي بوعثمان يوم 6 سبتمبر 1912. فبقي أحمد الهيبة في مراكش، وسلم قيادة الجيش لعمه لغضف وأخيه الأصغر مربيه ربهالذين توجهوا لمنطقة سيدي بوعثمان، لكنهم لم يحسنوا اختيار موقع المعركة لما عسكروا على جبهة 4 كلمترات في مكان منبسط ومكشوف، وقدر عتادهم بـ 9000 بندقية و4 مدافع وسبحة قدمها الهيبة للقيادة مشفوعة بالدعوات. وكانت القوات الفرنسية بقيادة شارل مانجان مدعومة بوحدات سنيغالية وجزائرية وحوالي 600 فارس صحراوي تحت إشراف القايد التونسي. وعلى مسافة 1000 متر أعطى العقيد مانجان أوامره بإطلاق النار من 1200 بندقية و8 رشاشات و12 مدفعا. فاغتنم الفرنسيون مدافع الهيبة الأربعة، من صنع ألماني نوع كروب، قبل أن تتمكن من إصدار أي طلقة.
فسقط من قوات الهيبة حوالي 200 فردا، إضافة إلى مئات الجرحى والأسرى، كما توفي العشرات في الطريق من جراء العطش ومضاعفات شهر رمضان الذي صادف وقت المعركة. فتفرقت الجموع عائدين إلى مدينة تيزنيت مرورا من منطقة أسني وتيزي نتاست ناحية مراكش. انسحب على إثرها الهيبة من مراكش التي دخلها الفرنسيون. وحل بأكردوس بجنوب المغرب حيث القبائل البربرية المتمنعة في الجبال. وبقيت القوات الفرنسية تطارد حركته إلى غاية سنة 1919 تاريخ وفاته، متأثرا بسم دسه له أحد عملاء المخابرات الفرنسية، فخلفه أخوه مربيه ربه ماء العينين.

## إنتاجه العلمي

### مؤلفاته
خلف الشيخ أحمد الهيبة رصيدا أدبيا ودينيا كبيرا، وأرسى ركائز الزاوية المعينية الصوفية. كما أن له ديوان شعري مطبوع مسجل في ديوان البابطين الكويتي.
- سراج الظلم فيما ينفع العالم والمتعلم.
- سرادقات الله الدافعات.
- تعليق على حزب الخيرات.
- أجوبة عن مسائل تتعلق بالقيام وانحناء الرأس وتقبيل اليد.
- عن تقديم الزكاة فوق ما ذكره المختصر.
- عن الانتقال من مذهب إلى مذهب.
- مصنف في الحديث.
- رسالة في الرد على القائل إن الدابة إحدى علامات الساعة هي السيارة.
- أجوبة فقهية.
- مدح الولد لوالده.

## وصلات خارجية
- كتاب منهج تاريخ الصحراء